# Popillia timoriensis
Popillia timoriensis är en skalbaggsart som beskrevs av Ohaus 1905. Popillia timoriensis ingår i släktet Popillia och familjen Rutelidae. Inga underarter finns listade i Catalogue of Life.